# وزیر زنان و برابری جنسیتی
وزارت زنان و برابری جنسیتی وزارت‌خانه‌ای در کابینه کانادا است که به دیپارتمان فدرال زنان و برابری جنسیتی پاسخگو می‌باشد و زیرمجموعه دپارتمان ارث و میراث کانادا فعالیت می‌کند. در ۱۳ دسامبر ۲۰۱۸، مریم منصف، نام این وزارت‌خانه از وزارت وضعیت زنان به وزارت زنان و برابری جنسیتی تبدیل نمود.